# Kaniel Dickens
Kaniel Michele Dickens (Denver, 21 luglio 1978) è un ex cestista statunitense, professionista nella NBA, in Europa, Cina e Nuova Zelanda.

## Carriera
Venne selezionato dagli Utah Jazz nel 2º giro del draft NBA 2000.
Oltre ad essere scelto al numero 50 per gli Utah Jazz è stato selezionato come 42º dagli Idaho Stampede della CBA e al numero 21 dai Las Vegas Bandits della IBL. Nel 2000-2001 arriva in Russia agli Ural Great.
Dopo aver giocato negli Stati Uniti con Harlem Globetrotters, Fayetteville Patriots e Mobile Revelers, in Portogallo con gli Ovarense Aerosoles e nella franchigia di origine cinese (ma militante nella lega americana ABA 2000) dei Beijing Olympians, Dickens fa approdo nella NBA: infatti il 19 dicembre 2003 è messo sotto contratto dai Portland Trail Blazers, con cui mette a referto 3 presenze.
La prima parte del 2004 la passa nella NBDL con i Dakota Wizards ed in Spagna con il Club Joventut de Badalona.
Il 1º maggio del 2005 dai New Jersey Nets giocando 11 gare.
Nei mesi seguenti passa negli Idaho Stampede, Fayetteville Patriots ed in Ucraina con il Čerkasy.

### Stagione 2007-08
Ha iniziato la stagione 2007-08 con i Colorado 14ers della NBDL. In 29 partite, prima della chiamata NBA, Dickens ha una media di 20,4 punti e 5,2 rimbalzi. Giocherà anche il D-League 2008 All-Star Game.
Il 22 febbraio 2008, Dickens è stato firmato con un contratto di dieci giorni con i Cleveland Cavaliers che, viste le buone prestazioni, viene confermato per altri dieci.
Il 20 marzo 2008, torna nella NBDL con i Colorado 14ers.

## Italia
Nell'agosto del 2008 approda nella serie A italiana a Napoli, squadra che però viene esclusa dal campionato imminente: a fine settembre si trasferisce quindi, col tedesco Misan Nikagbatse, in Legadue con la neo-retrocessa Pallacanestro Varese.
Il 26 aprile 2009 vince il campionato con la società lombarda contribuendo a riportarla nella massima serie.
Nel novembre 2010 viene ingaggiato a stagione già iniziata dalla Cestistica San Severo, formazione neopromossa in Legadue che chiuderà il campionato all'ultimo posto. Pochi giorni dopo la fine dell'esperienza pugliese vola già in Nuova Zelanda giocando con i Southland Sharks.

## Palmarès
- Campione CBA (2004)
- All-CBA First Team (2004)
- CBA All-Rookie First Team (2004)
- Campione Legadue (2009)
- All-NBDL Second Team (2008)